# 莫拉莱哈德马塔卡夫拉斯
莫拉莱哈德马塔卡夫拉斯，是西班牙卡斯蒂利亚-莱昂阿维拉省的一个市镇。 总面积15km2, 总人口66人（2001年），人口密度4人/km2。